# Avenue Guillaume Poels
 (août 2025).
Motif : Rue sans notoriété évidente. Sources secondaires semblent absentes.
- Archive Wikiwix
- Bing
- Cairn
- DuckDuckGo
- E. Universalis
- Gallica
- Google
- G. Books
- G. News
- G. Scholar
- Persée
- Qwant
- (zh) Baidu
- (ru) Yandex
- (wd) trouver des œuvres sur Wikidata

| 1. | Préciser le motif de la pose du bandeau. | Précisez le motif de la pose du bandeau en utilisant la syntaxe suivante : {{admissibilité à vérifier\|date=août 2025\|motif=remplacez ce texte par le motif}}                              |
| 2. | Informer les utilisateurs concernés.     | Pensez à avertir le créateur de l'article, par exemple, en insérant le code ci-dessous sur sa page de discussion : {{subst:avertissement admissibilité à vérifier\|Avenue Guillaume Poels}} |

 (août 2025).
Si vous disposez d'ouvrages ou d'articles de référence ou si vous connaissez des sites web de qualité traitant du thème abordé ici, merci de compléter l'article en donnant les références utiles à sa vérifiabilité et en les liant à la section « Notes et références ».
L'avenue Guillaume Poels est une rue bruxelloise de la commune d'Auderghem qui relie la place Édouard Pinoy à l'avenue Edmond Van Nieuwenhuyse sur une longueur de 100 mètres.

## Historique et description
En 1925, cinq nouvelles voies publiques furent construites dans le quartier du Pré des Agneaux. 
Le 20 juin 1925, le collège attribua à cette rue le nom du soldat Guillaume Poels, né le 24 septembre 1886 à Gilly, tué le 8 août 1914 à Tienen lors de la première guerre mondiale. Il était domicilié en la commune d'Auderghem.
- Premier permis de bâtir délivré le 18 décembre 1926 pour le no 12.

## Situation et accès
| ___ | Ce site est desservi par la station de métro : Demey. |